# تراسي واترس
تراسي واترس (بالإنجليزية: Tracey Waters)‏ هي لاعبة اتحاد الرغبي نيوزيلندية، ولدت في 28 أغسطس 1973 في تيمارو ‏ في نيوزيلندا.